# Wolfram Esser
Wolfram Esser (* 8. Januar 1934 in Düsseldorf; † 18. Juni 1993 in Taunusstein) war ein deutscher Journalist und Moderator. 

## Leben
Nach dem Abitur absolvierte Esser zunächst Volontariate bei verschiedenen Tageszeitungen, bevor er 1955 in die Sportredaktion der Hamburger Morgenpost aufgenommen wurde. 1957 wechselte er zur Westdeutschen Allgemeinen, vier Jahre später zum Duisburger Generalanzeiger.
1963 verlagerte Esser seinen beruflichen Schwerpunkt auf den Fernsehjournalismus und nahm eine Stelle als Redakteur beim ZDF an. 1974 wurde er zum stellvertretenden Leiter der Redaktion Sport-Information.
Im selben Jahr war  er  als Reporter bei der Fußball-WM in Deutschland tätig. Er kommentierte unter anderem den 4:2-Sieg der deutschen Mannschaft in der Zwischenrunde gegen Schweden.
1979 wurde er zum Redaktionsleiter von Sport am Freitag ernannt und war von 1984 bis 1988 Leiter des Aktuellen Sportstudio. Neben eigenen Reportagen avancierte er schnell zum Moderator zahlreicher Sendungen der Hauptredaktion Sport des ZDF wie z. B. der Jugendsendung Pfiff. Einem breiten Publikum wurde er dabei vor allem durch seine Moderation der ZDF-Sportreportage bekannt. Von 1989 an war Esser außerdem als stellvertretender Leiter der Hauptredaktion Sport tätig. Im Oktober 1992 musste Esser aus gesundheitlichen Gründen seine Arbeit in der Sportredaktion vorzeitig beenden.
Am 18. Juni 1993 starb Wolfram Esser in Taunusstein an Krebs.